# Sint-Amelbergakapel
De Sint-Amelbergakapel  is een kapel in de Vlaamse Ardennen in Mater, deelgemeente van de Belgische stad Oudenaarde. De neoromaanse kapel is gewijd aan Amelberga en werd grondig gerestaureerd begin 20ste eeuw. Ze werd opgetrokken in 1915-1916 naar de plannen van architect A. Van Ommeslaeghe. De bouw werd bekostigd door de familie van griffier Verheyden uit Oudenaarde. De nieuwe kapel verving een oudere Sint-Amelbergakapel op dezelfde plaats die minstens terugging tot de 16de eeuw.
Volgens de overlevering werd Amelberga in de vroege 8e eeuw achternagezeten door Karel Martel, naar wie in Mater ook een straatnaam verwijst. Zij vond beschutting in Mater en schiep er op miraculeuze wijze de naar haar vernoemde bronnen door met een zeef water te scheppen uit de waterput van een plaatselijke gierige boer en het vervolgens op een akker te laten wegdruppelen. De Sint-Amelbergakapel zou zich op dezelfde plaats bevinden waar het hutje van Amelberga stond, al zijn er tot op heden geen archeologische werkzaamheden uitgevoerd om deze theorie te verifiëren.
Elk jaar op 10 juli vindt de Amelberga-paardenprocessie plaats, een ommegang waarbij een dansende nar, trommelaar, fijfelaar (fluitist) en Sint-Amelbergaruiters door het dorp trekken om een goede oogst af te smeken .

## Galerij

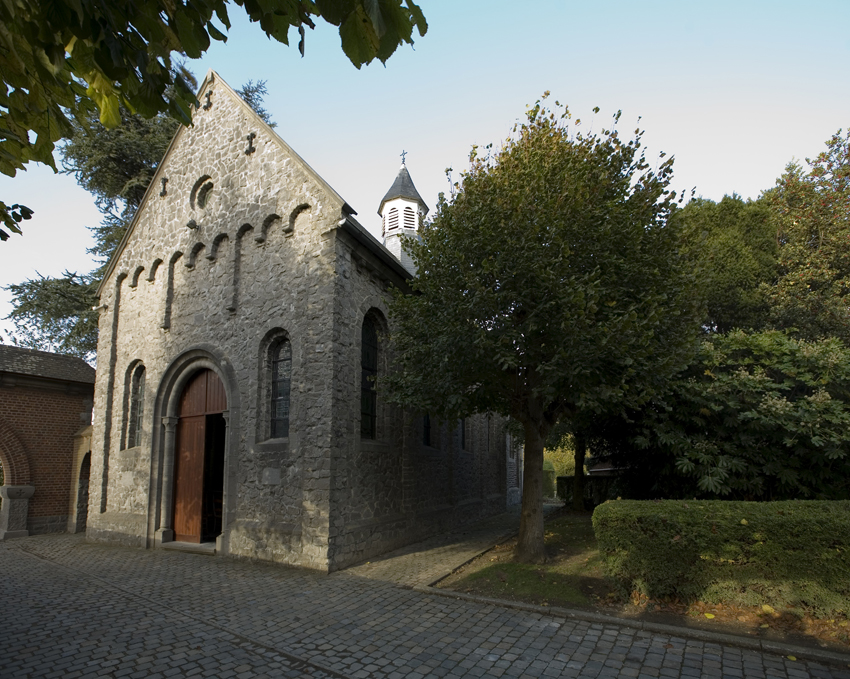
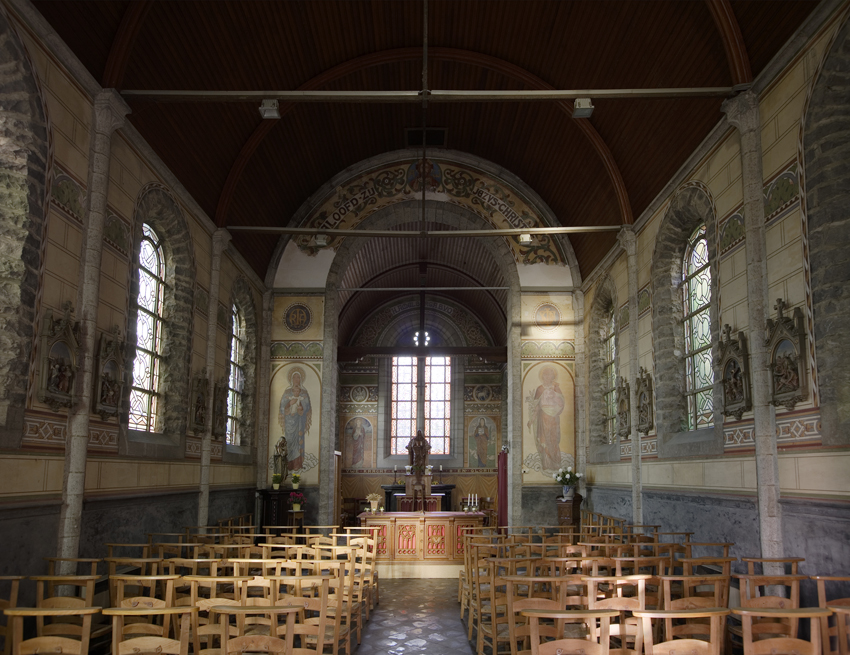
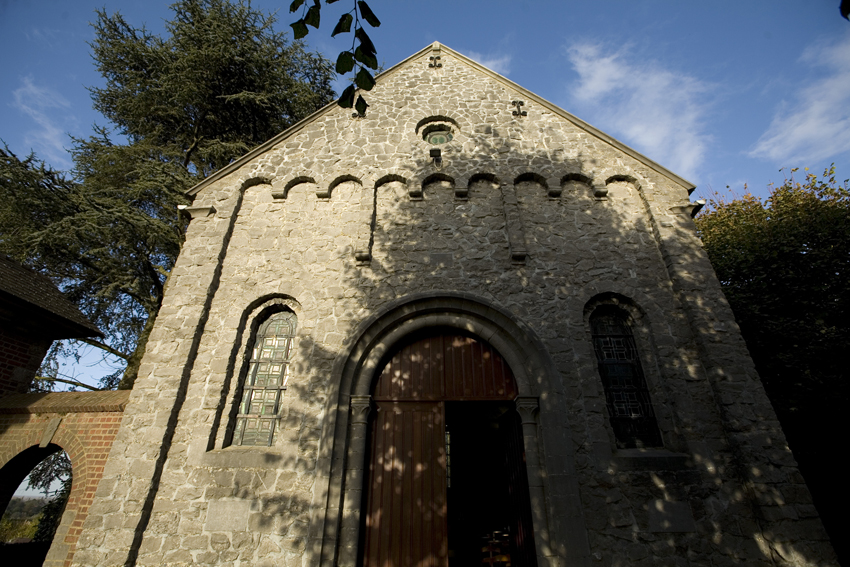